# NGC 5623
NGC 5623 este o emission-line galaxy⁠(d) situată în constelația Boarul. A fost descoperită în 13 martie 1785 de către William Herschel.